# Anton Hrnko
Anton Hrnko (ur. 31 stycznia 1955 w Żylinie) – słowacki historyk i polityk.
Studiował filozofię i historię. Został zatrudniony w Instytucie Historii Słowackiej Akademii Nauk.
Był członkiem założycielem Słowackiej Partii Narodowej, był w niej czynny do 1990 roku i pełnił funkcję wiceprzewodniczącego wykonawczego. W 1994 roku opuścił partię. Mandat posła pełnił do 1998 roku.
Jego dorobek obejmuje szereg prac naukowych. Został wyróżniony m.in. Orderem Andreja Hlinki.

## Twórczość książkowa
- Anton Hrnko, Michal Habaj, Ivan Mrva: Slovenské dejiny od úsvitu po súčasnosť. ISBN 978-80-8046-730-2. Brak numerów stron w książce

## Życie prywatne
Był żonaty z Blanką, z którą miał syna Martina i córkę Michalę. Cała trójka zginęła w katastrofie lotu Ethiopian Airlines 302.